# Tiago Tomás
Tiago Barreiros de Melo Tomás, noto semplicemente come Tiago Tomás (Lisbona, 16 giugno 2002), è un calciatore portoghese, attaccante dello Stoccarda.

## Caratteristiche tecniche
È una punta centrale molto tecnica e mobile, dotata di buona tecnica di base e senso del gol.

## Carriera

### Club

#### Sporting CP e prestito allo Stoccarda
Nato a Lisbona da discendenza angolana, Tomás è cresciuto nel sistema giovanile dello Sporting CP dopo un anno presso il vicino Estoril. Il 25 giugno 2020 ha firmato un contratto quinquennale con l'ex club, con una clausola di recesso di €60 milioni.
Tomás ha fatto il suo debutto da professionista il 1º luglio 2020, un mese dopo il suo 18º compleanno, entrando come sostituto all'81º minuto al posto di Matheus Nunes in una vittoria per 2-1 in Primeira Liga contro il Gil Vicente in casa. Ha segnato il suo primo gol il 24 settembre, l'unico nella vittoria casalinga contro l'Aberdeen nel terzo turno di qualificazione della UEFA Europa League. Ha contribuito con tre gol in 30 apparizioni durante la stagione, aiutando la sua squadra a conquistare il campionato dopo 19 anni.
Il 30 gennaio 2022, Tomás è stato prestato al VfB Stuttgart fino a giugno 2023 con un'opzione di acquisto. Ha disputato la sua prima partita in Bundesliga sei giorni dopo, sostituendo Chris Führich per gli ultimi dieci minuti nella sconfitta casalinga per 3-2 contro l'Eintracht Frankfurt. Ha segnato due volte nella sua successiva apparizione, ma non è riuscito a evitare una sconfitta per 4-2 contro il Bayer Leverkusen.
Nella stagione 2022–23, Tomás ha contribuito a evitare la retrocessione del club del Mercedes-Benz Arena attraverso i play-off, entrando in campo da sostituto in entrambe le partite delle semifinali della vittoria complessiva per 6-1 contro l'Hamburger SV. Il 16 giugno 2023, lo Stoccarda non ha esercitato la sua opzione e lui è partito, ringraziando l'organizzazione per aver "creduto in me quando nessun altro l'ha fatto".

#### VfL Wolfsburg
Il 5 luglio 2023, Tomás ha firmato un contratto quadriennale con il VfL Wolfsburg, anch'esso in Bundesliga tedesca.

#### Ritorno allo Stoccarda
Il 16 agosto 2025 ritorna allo Stoccarda, firmando un contratto valido fino al 2029.

### Nazionale
All'età di 18 anni, Tomás è stato convocato dal commissario tecnico della Nazionale Under-21 del Portogallo, Rui Jorge, per la sua squadra del Campionato europeo Under-21 del 2021. Ha ottenuto la sua prima casacca nella prima partita della fase a gironi, partendo nell'1-0 contro la Croazia a Capodistria.
Tomás ha segnato il suo unico gol il 7 ottobre 2021, il decimo della sua squadra nella vittoria per 11-0 contro il Liechtenstein nelle qualificazioni per il Campionato europeo Under-21 del 2023 a Vizela.

## Statistiche
Statistiche aggiornate al 26 luglio 2020.

### Presenze e reti nei club
| Stagione        | Squadra          | Campionato      | Campionato | Campionato | Coppe nazionali | Coppe nazionali | Coppe nazionali | Coppe continentali | Coppe continentali | Coppe continentali | Altre coppe | Altre coppe | Altre coppe | Totale | Totale | Totale |
| Stagione        | Squadra          | Comp            | Pres       | Reti       | Comp            | Pres            | Reti            | Comp               | Pres               | Reti               | Comp        | Pres        | Reti        | Pres   | Reti   |        |
| --------------- | ---------------- | --------------- | ---------- | ---------- | --------------- | --------------- | --------------- | ------------------ | ------------------ | ------------------ | ----------- | ----------- | ----------- | ------ | ------ | ------ |
| 2019-2020       | Sporting Lisbona | PL              | 5          | 0          | CP+CdL          | 0               | 0               | -                  | -                  | -                  | -           | -           | -           | 5      | 0      |        |
| Totale carriera | Totale carriera  | Totale carriera | 5          | 0          |                 | 0               | 0               |                    | -                  | -                  |             | -           | -           | 5      | 0      |        |

## Palmarès

### Club

#### Competizioni nazionali
- Coppa di Lega portoghese: 1

Sporting Lisbona: 2020-2021
- Campionato portoghese: 1

Sporting Lisbona: 2020-2021
- Supercoppa di Portogallo: 1

Sporting Lisbona: 2021